# Ceratinella brunnea
Ceratinella brunnea là một loài nhện trong họ Linyphiidae.
Loài này thuộc chi Ceratinella. Ceratinella brunnea được James Henry Emerton miêu tả năm 1882.